# Риман, Карл Фёдорович
Карл Фёдорович Риман (1816—1887) — генерал от инфантерии русской императорской армии, член Александровского Комитета о раненых.

## Биография
Родился 25 апреля (7 мая) 1816 года. Воспитывался в Дворянском полку, откуда был выпущен прапорщиком 20 августа 1835 года и начал службу субалтерн-офицером в лейб-гвардии Литовском полку. В 1842 году, в чине поручика, в том же полку командовал ротой. С 13 июня 1849 года, в чине капитана, исправлял должность младшего штаб-офицера в запасных батальонах 3-й гвардейской пехотной дивизии, с оставлением в 4-м запасном батальоне Литовского полка. В 1849 г. произведён в полковники; в этом же году совершил поход с гвардией к западным границам. 20 ноября 1850 г., после упразднения запасных батальонов, зачислен в действующие батальоны Литовского полка. С 3 ноября 1851 г. — командир батальона; награждён орденом св. Владимира 4-й степени.
С 6 апреля 1855 г. — командир 4-го запасного Гренадерского полка с переводом в Лейб-гренадерский Екатеринославский Его Величества полк, затем — командующий 3-й бригадой запасной гренадерской дивизии с переводом в Сибирский Гренадерский Его Императорского Высочества Великого Князя Николая Николаевича Старшего полк. В 1855—1856 гг. находился при обороне прибережья Балтийского моря. 23 декабря 1856 г., по расформировании 3-й бригады запасной гренадерской дивизии, зачислен по запасным войскам армии. 12 января 1857 г. назначен командиром Малороссийского Гренадерского генерал-фельдмаршала графа Румянцева-Задунайского полка.
30 августа 1862 г. произведён в генерал-майоры и назначен состоять при 1-й гвардейской пехотной дивизии. В 1863 года был в составе войск Виленского военного округа. В 1863—1869 гг. командовал лейб-гвардии Московским полком, с мая 1869 г. — командующий 7-й пехотной дивизией с оставлением в списках лейб-гвардии Московского полка, с 16 августа 1869 г. — начальник 22-й пехотной дивизии. Император неоднократно отмечал образцовое командование вверенными ему войсками. 17 апреля 1870 г. произведён в генерал-лейтенанты.
C 17 апреля 1879 г. — член Александровского Комитета о раненых. 20 августа 1885 г., в день 50-летия служения в офицерских чинах, произведён в генералы от инфантерии. Умер в Санкт-Петербурге 12 (24) января 1887 года. Похоронен на Волковском лютеранском кладбище (могила не посещается, но не утрачена).

### Семья

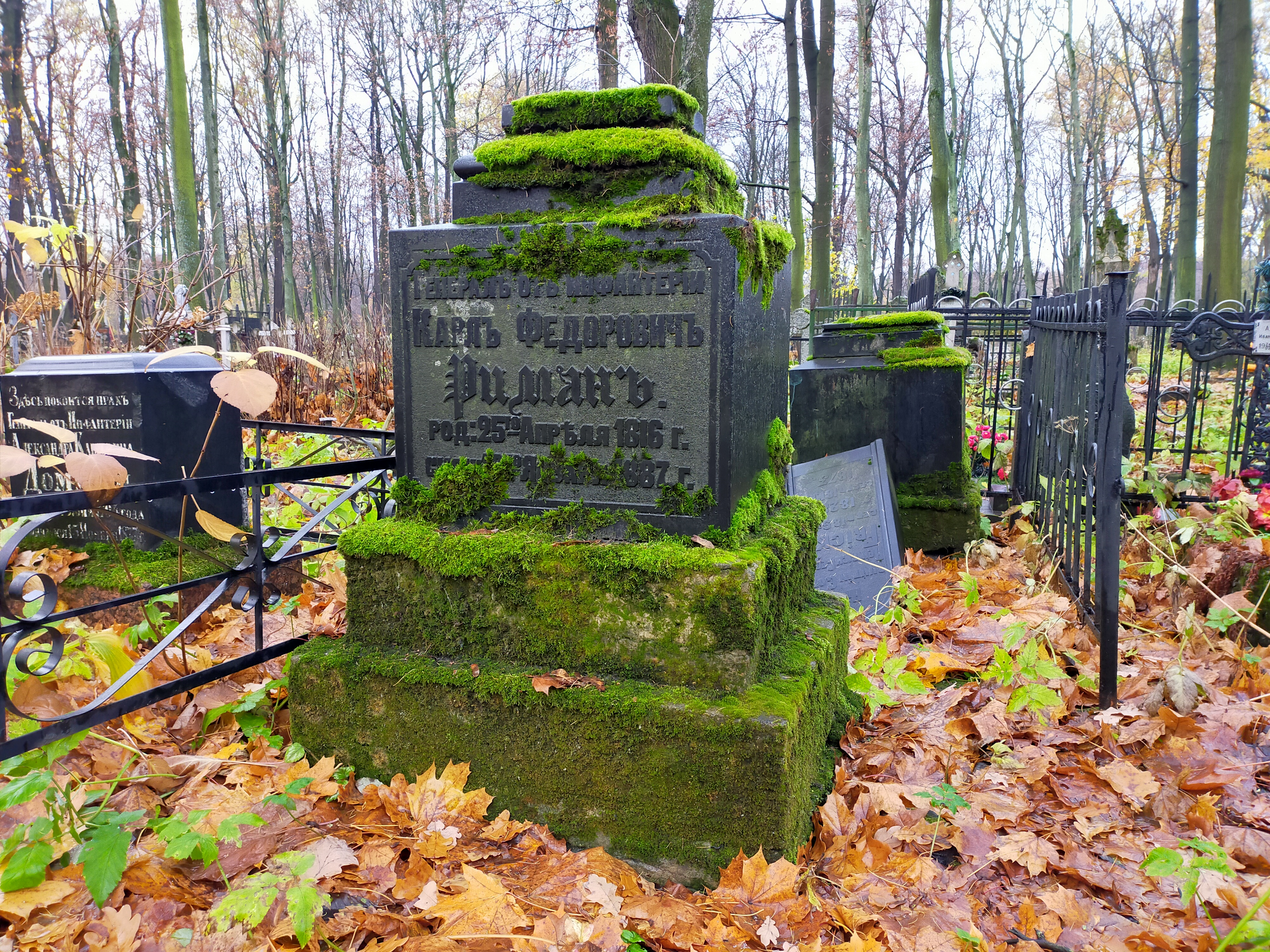
Памятник на могиле Карла Фёдоровича Римана (1816-1887), Волковское лютеранское кладбище

Жена — Констанция Александровна фон Зальц (1832—1898). Дети:
- Елизавета (1862 — ?)[3], замужем за Александром Ивановичем Здановичем (1849—1926);
- Николай (1864—1917, по другим данным 1938) — генерал-майор, шталмейстер;
- Александр[4] (31.3.1872 — ?) — полковник[5].

## Награды
- Орден Святого Владимира 4-й степени (1851)
- Орден Святого Владимира 3-й степени
- Орден Святого Станислава 1-й степени
- Орден Святой Анны 1-й степени
- Императорская корона к ордену св. Анны 1-й степени
- Орден Святого Владимира 2-й степени
- орден Белого Орла
- Орден Святого Александра Невского (1883)